# Kranái
L’îlot de Kranái, Kranaë ou Cranae (grec moderne : Κρανάη), appelé aussi Marathonísi (Μαραθονήσι), est une île grecque située le long du port de Gýthio, dans le sud du Péloponnèse dans le district régional de Laconie.
L'île a une superficie de 5 ha. Elle est rattachée au continent par une jetée depuis 1898.

## Histoire
- L'îlot de Kranae est le site de l'embarquement mythique pour Troie de Pâris et  Hélène.

## Monuments

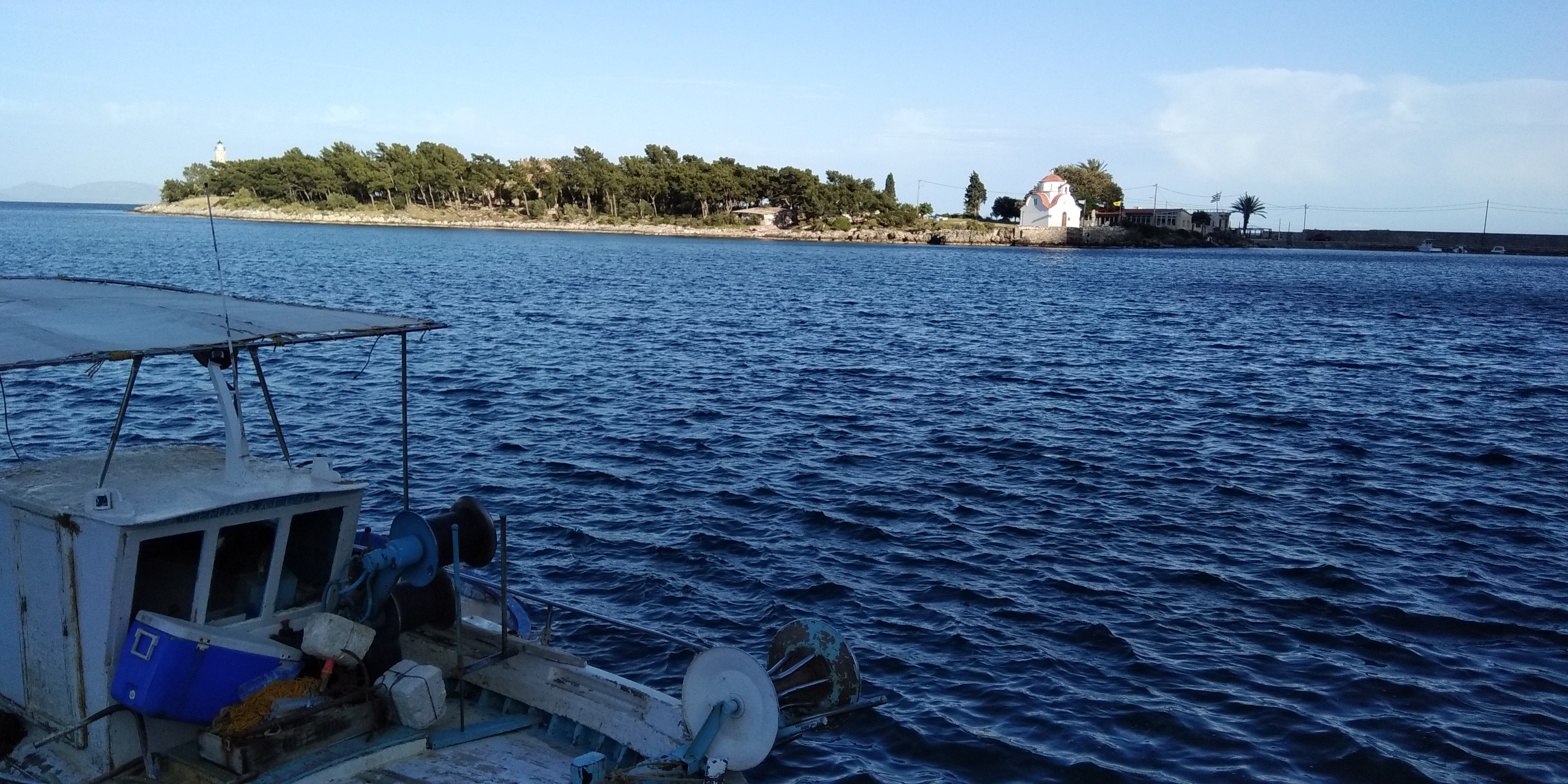
Île de Kranaë depuis les quais de Gýthio

- Le phare
- L'église Agios Petros.